# Bosque da Freguesia
O Parque Natural Municipal Bosque da Freguesia, mais conhecido como Bosque da Freguesia, é uma unidade de conservação situada em uma Área de Preservação Ambiental do bairro da Freguesia, em Jacarepaguá, Rio de Janeiro. O parque foi criado em 1992 e possui aproximadamente 30 hectares.

## História
Antes do tombamento, a área fazia parte de uma antiga fazenda da família Catramby, com muitas árvores, e na década de 1980 foi comprada. Durante essa década, a população do bairro da Freguesia – organizada por várias entidades, com destaque para a Associação de Moradores e Amigos da Freguesia e o Grupo de Defesa Ecológica – mobilizou-se com diversas campanhas dirigidas às autoridades, pleiteando que essa região fosse preservada para servir à preservação ambiental e ao lazer, contando até com passeatas que reuniram mais de 500 pessoas protestando pelo Bosque da Freguesia. Já desde a época do pleito é possível observar referências ao espaço como "Bosque da Freguesia". Em 1989, essa série de movimentações da sociedade civil culminaram no tombamento da área (a Lei Municipal Nº 1512, de 1989), de autoria do vereador Alfredo Sirkis.

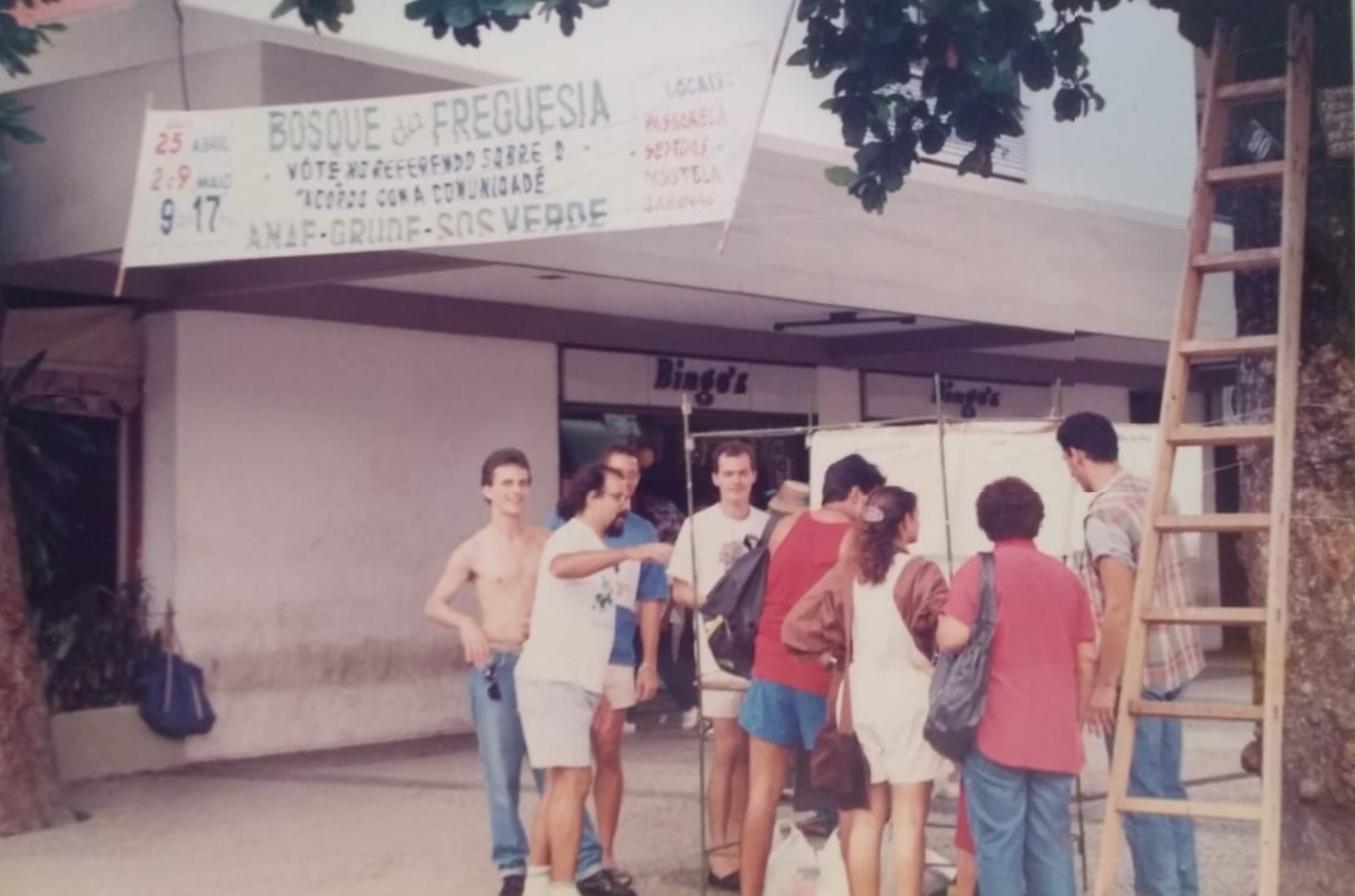
Pessoas participando do referendo do acordo para a criação do Bosque da Freguesia (1992)

Os anos que se sucederam a essa lei, no entanto, foram marcados por conflitos e debates entre a sociedade (com as suas organizações), a concessionária Dirija (que possuía a propriedade de grande parte da área da fazenda) e o Poder Público Municipal no que diz respeito à propriedade do terreno e à extensão do Bosque da Freguesia. Isso só foi pacificado a partir de um acordo entre as três partes (com referendo organizado pela sociedade civil), com cessão de parte do terreno para virar parque, mantendo a propriedade privada de outra parte, além da previsão de uma rua às margens do Rio Sangrador.
O Decreto Municipal nº 11830, de 11 de dezembro de 1992, oficializa a criação do que é chamado de Parque Natural Municipal Bosque da Freguesia assim como traz esse acordo explicitamente. Posteriormente, houve revisões e esclarecimentos legais, incluindo desapropriações, de modo a definir os limites do parque como é atualmente.

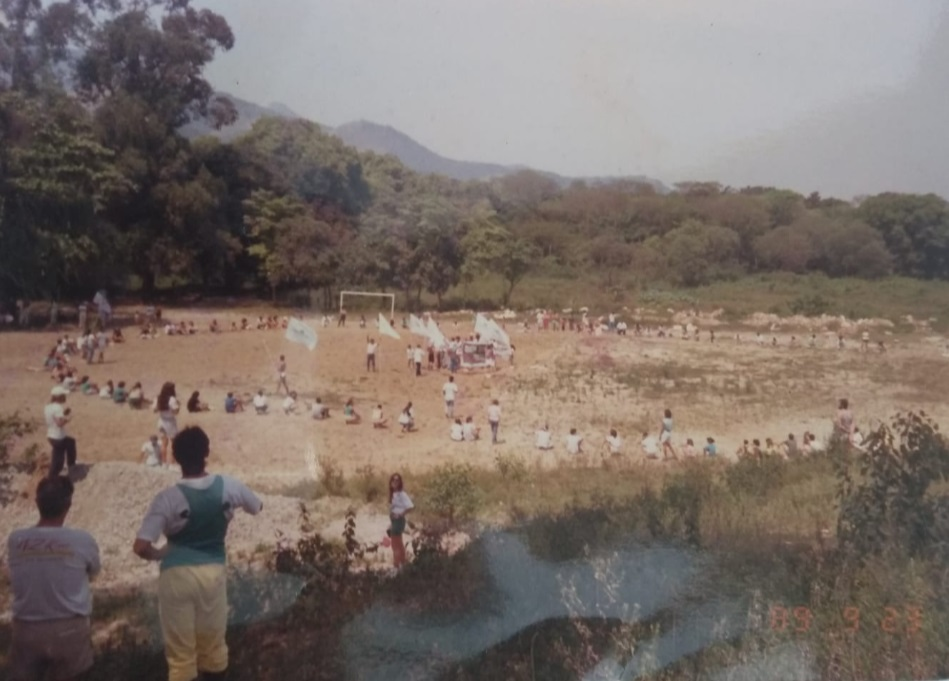
"Abraço ao Bosque", uma das campanhas no contexto de luta pela criação do parque (1992)

Na transição do século XX para XXI ocorreram ainda novas mobilizações da sociedade civil para a proteção do Bosque da Freguesia. Lutou-se contra a construção da Avenida do Canal do Rio Sangrador (que ligaria a Avenida Tenente Coronel Muniz de Aragão à Estrada do Gabinal, ao lado do RioShopping), com o argumento de potenciais danos ao Bosque da Freguesia, apesar de o traçado dessa avenida constar no acordo da época de criação do Bosque da Freguesia. O prefeito Cesar Maia, em 2003, veta a possibilidade de construção da via por meio de decreto, e a administração do centro comercial propõe um traçado alternativo.
Em março de 2002, a sede do parque foi inaugurada e recebeu o nome de Doutor Jairo da Costa Pinto Filho — expoente ativista na luta pelo parque.
Em 2003, para se adequar à padronização dos nomes das unidades de conservação, passa a ser chamado de Parque Natural Municipal da Freguesia. Posteriormente, a partir de um decreto do prefeito Eduardo Paes, é renomeado como Parque Natural Municipal Bosque da Freguesia — nomenclatura vigente até hoje.
Em 2005, o símbolo do parque se torna o caxinguelê, escolhido por votação entre frequentadores.

## Geografia

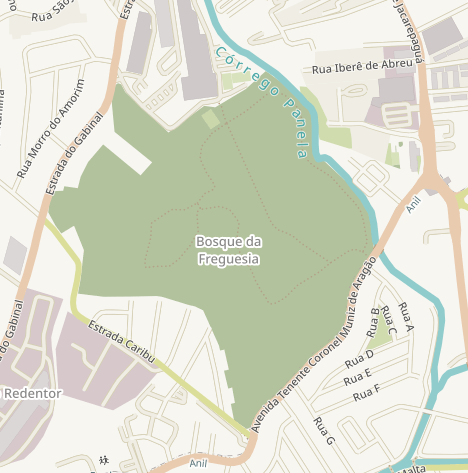
Bosque da Freguesia (verde) com seus limites principais, obtido de [https://www.openstreetmap.org/copyright OpenStreetMap

Com uma área de aproximadamente 30 hectares, e localizada no bairro da Freguesia, o Bosque da Freguesia está delimitado por: Rio Sangrador/Córrego da Panela; Avenida Tenente Coronel Muniz de Aragão; Estrada do Caribú; Estrada do Gabinal e Rio Office & Mall.

### Fauna e Flora

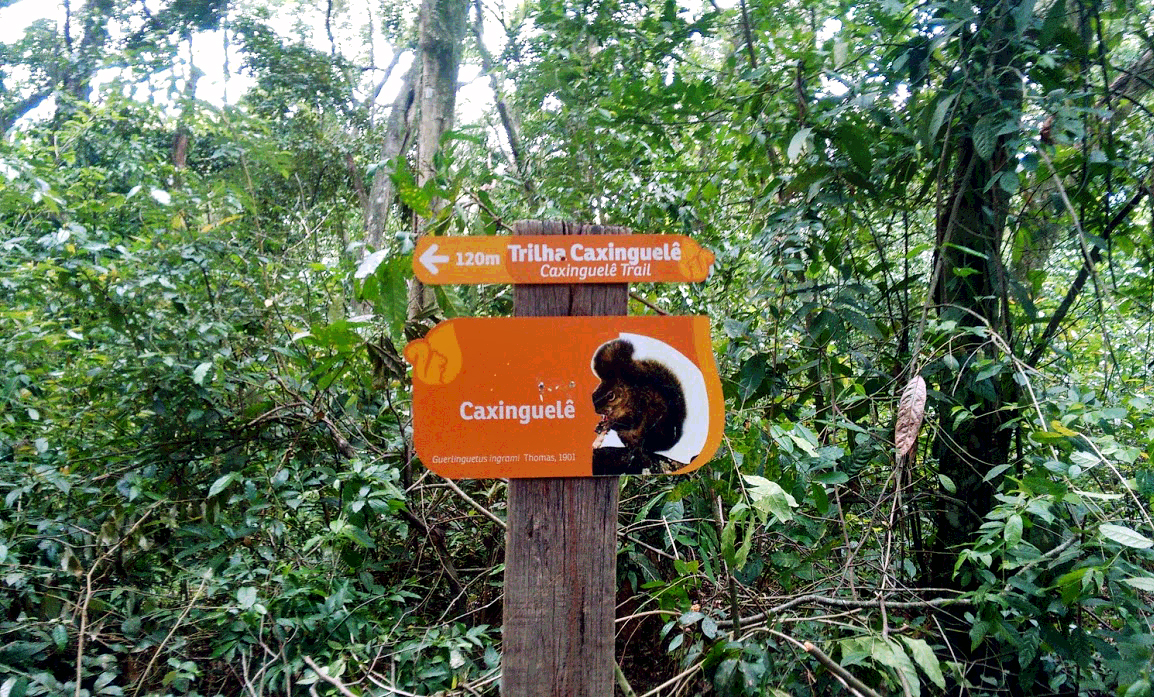
A "Trilha Caxinguelê" recebe o nome de uma espécie de esquilo floresta, frequentemente vista no bosque.

Apresenta uma vegetação principalmente arbórea. Dentre as árvores destacáveis, contam jaqueira, jabuticabeira, abieiro-roxo, goiabeira, embaúbas, coqueiro-de-catarro e sapotiabeira. Dos animais que podem ser avistados, incluem-se: tiês-sangue, sabiás-laranjeira, bem-te-vis, rolinhas, sanhaços, gaviões-carijós, pardais, bicos-de-lacre, morcegos, gambás, sapos, pererecas, rãs e várias espécies de borboletas.

## Acesso, funcionamento e atividades
É um parque público, com funcionamento de terça-feira a domingo., das 08:00 às 17:00. A sua entrada principal está na Avenida Tenente Coronel Muniz de Aragão, apresentando também uma entrada a partir do estacionamento do Rio Office & Mall.
Contém 2,2 a 2,5 Km de trilhas para caminhadas e corridas: Trilha Caxinguelê (de 365 metros), Trilha Pau-Brasil (de 635 metros), Trilha Sabiá (de 580 metros), Trilha Bem-te-vi (de 394 metros) e Trilha Figueira (de 235 metros). Além disso, conta com uma sede de várias funcionalidades, uma quadra poliesportiva, um campo de futebol, área de piquenique e um parque para crianças. Existem também muitas outras atividades gratuitas, como aulas de yoga, kung-fu, capoeira, treino funcional, futebol e dança circular e ensaio de uma orquestra.